# Abbaye de Remiremont
620–1790
Entités précédentes :
- Partie méridionale du Chaumontois en Haute-Lorraine

Entités suivantes :
- Bailliage des Vosges du duché de Lorraine

L'abbaye de Remiremont dite Insigne église collégiale et séculière de Saint-Pierre est une ancienne abbaye bénédictine devenue chapitre impérial de chanoinesses ou de dames nobles séculier, établi à Remiremont dans les Vosges (620–1790).
Le pays de Remiremont fut une principauté ecclésiastique du Saint-Empire romain germanique, donc l'un de ces micro-états caractéristiques du Saint-Empire avec droit de haute, moyenne et basse justice. Avant de devenir principauté impériale, l'abbaye de femmes et celle des hommes et leurs territoires étaient sous la tutelle de l’évêché de Toul et du métropolite, l’archevêque de Trèves.
La principauté comprenait la ville de Remiremont (Rümersberg en allemand) et les vallées de la Haute Moselle et de la Cleurie dans ce qui deviendra territoire français en 1766, puis en 1791 le département des Vosges, ainsi que de nombreuses possessions dans les départements actuels de la Haute-Saône et de l'Alsace, devenus français quelque temps auparavant, respectivement en 1659 et 1648.
Quant à ce qu'il en reste aujourd'hui, l'église abbatiale, crypte comprise, fait l’objet d’un classement au titre des monuments historiques depuis le 29 décembre 1983 et il reste d'imposantes architectures  de l'ancienne abbaye comme l'église Notre-Dame de Remiremont, l'ancien palais abbatial, devenu l'hôtel de ville, et environ quatorze maisons particulières de chanoinesses.

## Origine

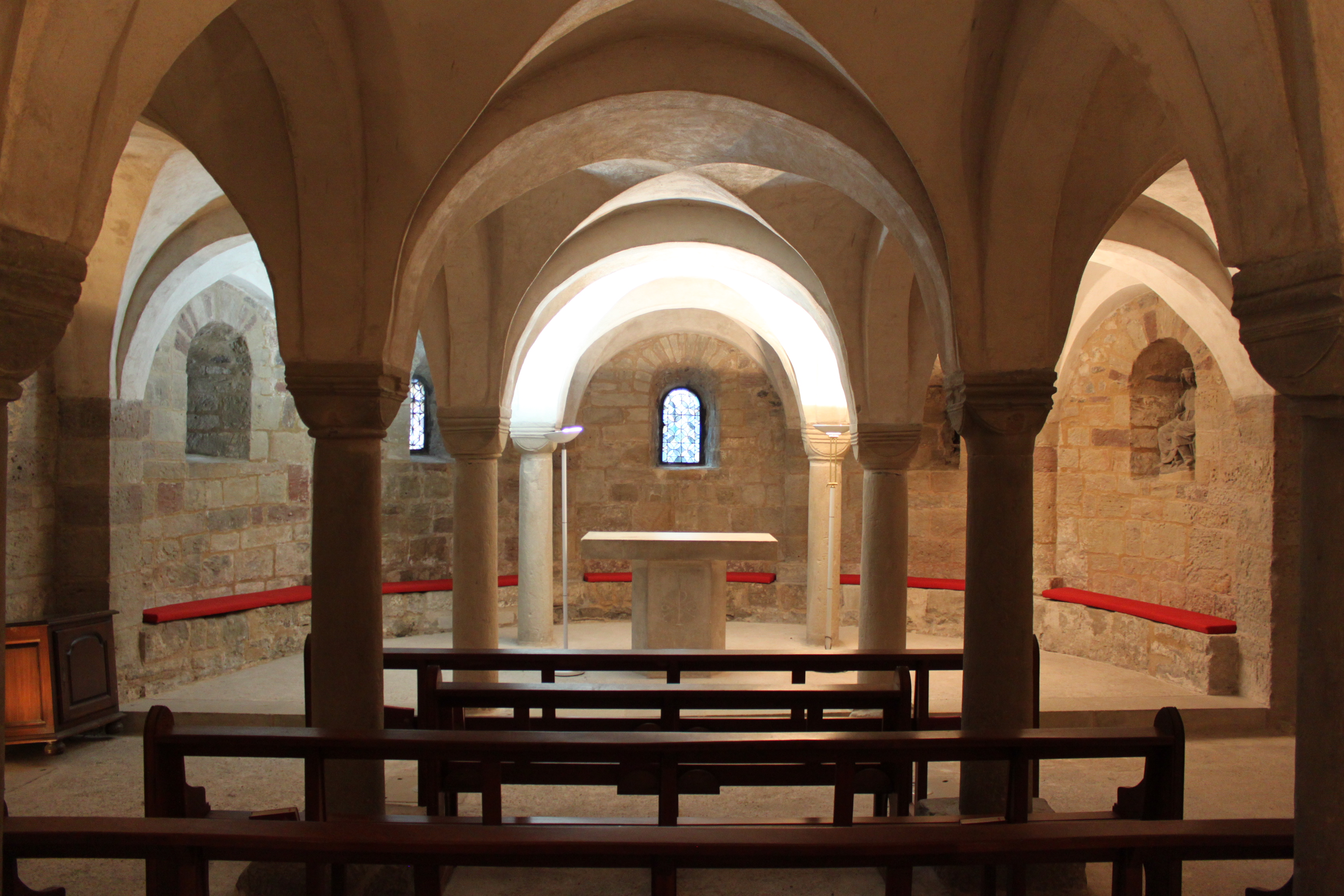
Crypte de l'ancienne abbatiale de Remiremont.

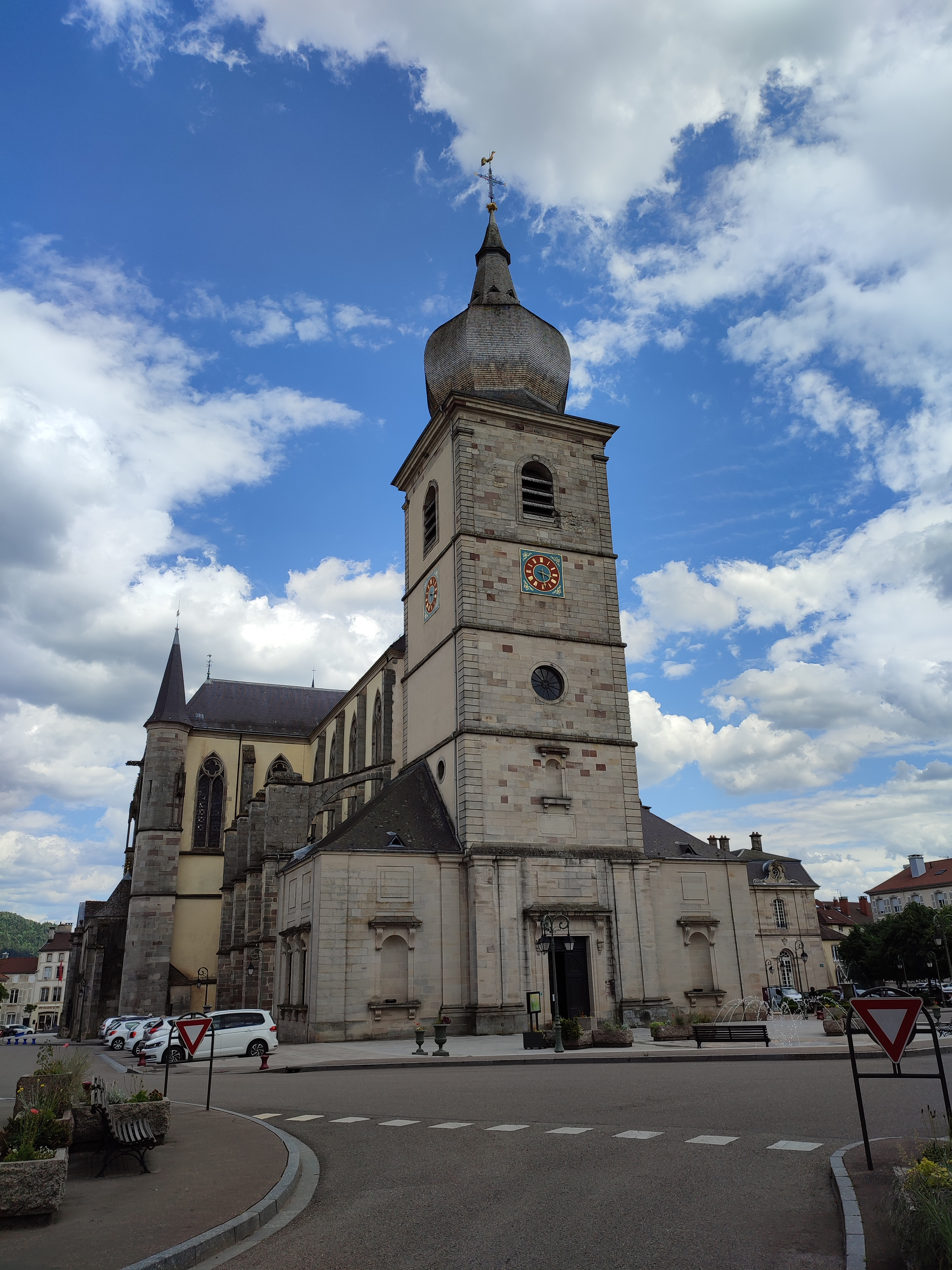
L'église de Remiremont, jadis abbatiale, aujourd'hui paroissiale.

L'abbaye est fondée vers 620 par saint Amé, initialement moine de l'abbaye territoriale de Saint-Maurice d'Agaune à Saint-Maurice dans le Valais en Suisse et son compagnon de route saint Romary, seigneur vassal de Clotaire II, roi des Francs, et fils du comte palatin Romulf sur un ancien site romain surplombant la voie travexaine allant de Bâle à Metz : le mont Habend plus tard appelé le Saint-Mont. Saint Romary et fait don de ses biens du comté d'Habend à la future abbaye. Les deux missionnaires sont rejoints en 629 par le 29e évêque de Metz et fondateur de la dynastie carolingienne, saint Arnoul qui, à la fin de sa vie, érige une cellule monastique sur un mont voisin du mont Habend, le Morthomme ou Hoerenberg. Les reliques de saint Arnoul sont ramenées à Metz après sa mort au Saint-Mont en 640 et la dépouille de saint Amé est vénérée dans une chapelle qu'on lui construit près du village de Saint-Amé. C'est saint Adelphe qui prend la succession de saint Amé à la tête des deux couvents. Une partie de ses reliques est transférée dans l'église romane qui fera le succès du pèlerinage de l'abbatiale Saint-Pierre-et-Saint-Paul de Neuwiller-lès-Saverne. L'abbaye du Saint-Mont devient un haut lieu spirituel pour toute l'Austrasie, reliée aux missions des moines irlandais.
Saint Romary établit de fait d'emblée deux communautés monastiques sur sa terre du comté d'Habend : une de moines dans la vallée, et une de moniales dans le palais du mont Habend, l'actuel Saint-Mont, qui domine la ville de Remiremont. Il dédie ce monastère double à saint Pierre. Amé puis Romary en sont les premiers abbés, sous l'austère règle de saint Colomban.
En 818, les moniales descendent dans la vallée pour bâtir un couvent fortifié au confluent de la Moselle et de la Moselotte. Entre 910 et 920, les religieuses, menacées par les invasions des Hongrois remontent au Saint-Mont en emportant avec elles les reliques de saint Romary, saint Amé et saint Adelphe. Une fois le danger passé, elles retrouvent leur refuge dans leur abbaye de Remiremont, qui se développe autour d'une villa des rois francs, et au XIe siècle et s'y installent définitivement, en adoptant la règle de saint Benoît, moins rigoureuse.
Un violent incendie détruit le monastère des hommes en 1057. Au cours du même siècle, l'abbaye des femmes reçoit du pape le privilège de l'exemption, - c'est-à-dire qu'elle relève désormais directement de la juridiction spirituelle du Saint-Siège, tandis que l'empereur du Saint-Empire romain germanique lui accorde celui de l'immédiateté qui la fait dépendre au temporel directement de l'empereur germanique. C'est ainsi que l'abbaye acquit le prestigieux titre d'abbaye impériale et royale du Saint-Empire romain germanique.
Les religieuses de Remiremont abandonnent l'observance de la règle de saint Benoît vers la fin du XIIIe siècle, et obtiennent du pape leur sécularisation sous la règle canoniale, devenant ainsi chanoinesses d'un chapitre de dames nobles.
Pendant la guerre de Trente Ans, l'abbesse Catherine de Lorraine, tante du duc Charles IV de Lorraine, défend hardiment ses terres et en fait un havre de paix au milieu des conflits.
Le 12 mai 1682, les secousses d'un tremblement de terre font s'écrouler les voûtes du transept de l'abbatiale. Le roi Louis XIV, dont les armées occupent alors le duché de Lorraine, fait un don de 6 000 livres pour la reconstruction de l'abbatiale.

## Preuves de noblesse et prébendes des chanoinesses
Que ce soit pour la princesse-abbesse ou pour les comtesses-chanoinesses, il faut prouver quatre lignes de noblesse de chaque côté pour pouvoir entrer au chapitre de Remiremont.
Comblé de biens par les ducs de Lorraine, les empereurs germaniques et les rois de France, le chapitre des dames de Remiremont acquiert une grande puissance.
Les 50 chanoinesses, choisies parmi celles qui peuvent fournir la preuve de leur ascendance noble à quatre lignes de noblesse maternelles et quatre lignes de noblesse paternelles comme dit plus haut doivent donc faire la preuve de seize quartiers de noblesse dans chaque ligne ce qui, ajoutés les uns aux autres, en fait 64 au total. C'est pour la noblesse de la région franc-comtoise, bourguignonne et lorraine un honneur que d'avoir une fille chanoinesse.
L'acte de prébendement de Claude Angélique de Fleurigny le 6 juin 1671 détaille l’examen scrupuleux qui est fait pour vérifier les lignages des postulantes et sert d'exemple pour les autres chanoinesses.
La réception des preuves de la Demoiselle Claude Angélique de Fleurigny a eu lieu six mois plus tôt, le 2 décembre 1670 à Remiremont. Les lignes que Claude Angélique de Fleurigny indique, sont les suivantes :
| Côté paternel       | Côté maternel |
| ------------------- | ------------- |
| Fleurigny           | des Reaux     |
| Lenoncourt          | Daucourt      |
| Boessot de Voüillat | de Marolle    |
| Reynault            | Bouvot        |

L'ordonnance capitulaire qui légalise les titres de noblesse produits par la candidate évoque des lignages qui n’ont pas encore été jurés au chapitre et dont les noms ne sont objectivement pas les plus connus en terre lorraine. Les Fleurigny ne sont pas locaux. Leur lignage est implanté dans le Nivernais et la Champagne. En lisant l'acte capitulaire accordant les prébendes à Mademoiselle de Fleurigny, les vérifications des origines nobles sont apparentes:

« Acte de l’apprébendement. Au chapitre convoqué ce jour-d'huy par Madame Bernarde de Cleron de Saffre, Dame et Doyenne de Remiremont, mesdames dudit lieu y assemblées ; Madame Charlotte de Cleron de Saffre, Dame dudit Remiremont, a présenté et nommé Mademoiselle Claude Angélique de Fleurigny, pour sa première nièce, sur ses cinq prébendes ; sur quoi et après que madite Dame de Cleron, pour et au nom de ladite Demoiselle de Fleurigny eu pleinement satisfait en Chapitre, à ce qu'on donne, par Acte Capitulaire du deuxième décembre dernier, touchant l'Acte de légalisation requis par mesdites dames, de certaines copies produites avec les titres des preuves les lignes de ladite Demoiselle, icelles collationnées aux Originaux par des Notaires du Châtelet de Paris, et qu'elle a eu produit tous les Actes authentiques de légalisation desdites copies, dont lecture a été faite : constant d'ailleurs par autres Actes et  résolutions capitulaires des septième et  huitième février dernier, que les six des lignes de ladite Demoiselle non encore jurées à leur Église, l’ont été par deux des trois Chevaliers : mesdites dames ont dit et ordonné que ladite Demoiselle Claude Angélique de Fleurigny sera apprébendée à l'entrée de leurs Vêpres. Cependant madite Dame Charlotte de Cleron, et Madame Louise de Cléron de Saffre, aussi Dame dudit Remiremont, sa sœur, ont déclaré qu'elles demeurent cautions pour faire jurer lesdites lignes dans l'année de l’apprébendement, par un troisième Chevalier, comme accoutumée en tel cas en ladite  Église, sous la peine ordinaire de mil écus d’or, et d’être au défaut ladite Demoiselle décoiffée, suivant l’ancienneté de ladite Église, et le même jour ladite Demoiselle Claude Angélique de Fleurigny  ayant été solennellement conduite au choeur de ladite Église, immédiatement après les Vêpres: elle y a été dûment apprébendée, suivant la coûtume ancienne de cette Église, dans toutes les solennités, formes et cérémonies pour ce requises et nécessaires en présence des sieurs Pierre Faucheux Prêtre Chanoine de grande Messe, Pierre Henry aussi Prêtre Sacristain en ladite Église, de haut et puissant Seigneur Messire Claude Jean-Baptiste de Fleurigny Chevalier Seigneur dudit lieu, la Chapelle sur Oreuse, Vallière et autres lieux, frère de ladite  Dame de Fleurigny, et François de Chatelus aussi Chevalier, Marquis de Coulange, du Val de Mercy, et autres lieux, de Messire Habert Richard Lieutenant Saint-Pierre, Maître Charles Pellier Lieutenant du Seigneur grand Fourier dudit Remiremont, Maître Adam Besçon Avocat audit lieu, et de plusieurs autres, et de tout a le présent Acte dressé et expédié audit Remiremont, le sixième jour du mois de Juin mil six cent soixante et onze, sous le seing du soussigné Notaire Apostolique et Commis écollâtre dudit Chapitre, de ce requis, E. Folyot. Par Ordonnance Capitulaire »

— François Menestrier,  Le Blason de la Noblesse.
Si l'ordonnance capitulaire n’évoque que six lignes d’ascendance à confirmer et valider, c’est parce que les maisons Fleurigny et Lenoncourt sont déjà jurées dans l’église de Saint-Pierre. La sœur de la candidate est déjà dans l’institution et les Lenoncourt sont de toute façon très réputés dans le secteur puisqu’ils font partie des Chevaux de Lorraine et des Assises de Lorraine en tant que maison noble lorraine de très vieille extraction. Le père Menestrier écrit que « les Dames du Chapitre ont donc mûrement examiné les six autres lignes et les ont déclaré suffisantes ».
Par cet acte capitulaire, on apprend également que la postulante n'entre pas dans le chapitre directement comme dame chanoinesse mais comme « nièce ». Elle est logée chez sa « tante », ici Madame Charlotte de Cleron de Saffres, qui est la dame de prébende et qui est chargée d'initier la « nièce » à tous ses devoirs.
Quand le jour de l'apprébendement arrive, donc que la « nièce » accède au rang de dame chanoinesse avec droit de vote et revenus, les dames se rendent à la nouvelle maison de la nouvelle « dame ». La « tante » et la « nièce » se présentent à l'abbesse dans l'église abbatiale et la « tante » demande : « je vous prie, Madame, d'apprébender ma Nièce. ». Si l'abbesse est d'accord, elle accroche un petit cordon noir, le « mari », sur sa tête et lui pose le manteau d'église sur les épaules. L'abbesse prend la nouvelle dame chanoinesse par la main et la conduit dans les rangées inférieure et supérieure des sièges du chœur pendant que les autres chantent le Gloria in excelsis et le Te Deum.
L'arbre généalogique de Claude Angélique de Fleurigny montre comment on remonte sur quatre générations où tous les membres sont d'extraction noble. Dans son cas, elle a eu de la chance car la quatrième génération ne permet pas de remonter facilement aux ascendants précédents. Seuls les Lenoncourt remonte à la très ancienne chevalerie du Moyen Âge.
|  |                                                               |  |  |  |  |  |  |  |  |  |  |  |  |  |  |  |  |  |  |
|  | Louis Ier Le Clerc (Seigneur de Fleurigny)                    |  |  |  |  |  |  |  |  |  |  |  |  |  |  |  |  |  |  |
|  |                                                               |  |  |  |  |  |  |  |  |  |  |  |  |  |  |  |  |  |  |
|  |                                                               |  |  |  |  |  |  |  |  |  |  |  |  |  |  |  |  |  |  |
|  | Henri Le Clerc de Flavigny (Baron de Fleurigny)               |  |  |  |  |  |  |  |  |  |  |  |  |  |  |  |  |  |  |
|  |                                                               |  |  |  |  |  |  |  |  |  |  |  |  |  |  |  |  |  |  |
|  |                                                               |  |  |  |  |  |  |  |  |  |  |  |  |  |  |  |  |  |  |
|  | Guillemette de Lenoncourt                                     |  |  |  |  |  |  |  |  |  |  |  |  |  |  |  |  |  |  |
|  |                                                               |  |  |  |  |  |  |  |  |  |  |  |  |  |  |  |  |  |  |
|  |                                                               |  |  |  |  |  |  |  |  |  |  |  |  |  |  |  |  |  |  |
|  | Louis II Le Clerc de Fleurigny (Baron de Fleurigny)           |  |  |  |  |  |  |  |  |  |  |  |  |  |  |  |  |  |  |
|  |                                                               |  |  |  |  |  |  |  |  |  |  |  |  |  |  |  |  |  |  |
|  |                                                               |  |  |  |  |  |  |  |  |  |  |  |  |  |  |  |  |  |  |
|  | Jacques Boessat (Seigneur de Vouilhac)                        |  |  |  |  |  |  |  |  |  |  |  |  |  |  |  |  |  |  |
|  |                                                               |  |  |  |  |  |  |  |  |  |  |  |  |  |  |  |  |  |  |
|  |                                                               |  |  |  |  |  |  |  |  |  |  |  |  |  |  |  |  |  |  |
|  | Louise Boessat de Vouilhac,                                   |  |  |  |  |  |  |  |  |  |  |  |  |  |  |  |  |  |  |
|  |                                                               |  |  |  |  |  |  |  |  |  |  |  |  |  |  |  |  |  |  |
|  |                                                               |  |  |  |  |  |  |  |  |  |  |  |  |  |  |  |  |  |  |
|  | Marie Reygnault                                               |  |  |  |  |  |  |  |  |  |  |  |  |  |  |  |  |  |  |
|  |                                                               |  |  |  |  |  |  |  |  |  |  |  |  |  |  |  |  |  |  |
|  |                                                               |  |  |  |  |  |  |  |  |  |  |  |  |  |  |  |  |  |  |
|  | Claude Angélique de Fleurigny                                 |  |  |  |  |  |  |  |  |  |  |  |  |  |  |  |  |  |  |
|  |                                                               |  |  |  |  |  |  |  |  |  |  |  |  |  |  |  |  |  |  |
|  |                                                               |  |  |  |  |  |  |  |  |  |  |  |  |  |  |  |  |  |  |
|  | Constantin des Réaulx (écuyer, seigneur de Brison)            |  |  |  |  |  |  |  |  |  |  |  |  |  |  |  |  |  |  |
|  |                                                               |  |  |  |  |  |  |  |  |  |  |  |  |  |  |  |  |  |  |
|  |                                                               |  |  |  |  |  |  |  |  |  |  |  |  |  |  |  |  |  |  |
|  | Gabriel des Réaulx (seigneur de Grisy, d'Athis et de Coclois) |  |  |  |  |  |  |  |  |  |  |  |  |  |  |  |  |  |  |
|  |                                                               |  |  |  |  |  |  |  |  |  |  |  |  |  |  |  |  |  |  |
|  |                                                               |  |  |  |  |  |  |  |  |  |  |  |  |  |  |  |  |  |  |
|  | Valentine d’Aucourt                                           |  |  |  |  |  |  |  |  |  |  |  |  |  |  |  |  |  |  |
|  |                                                               |  |  |  |  |  |  |  |  |  |  |  |  |  |  |  |  |  |  |
|  |                                                               |  |  |  |  |  |  |  |  |  |  |  |  |  |  |  |  |  |  |
|  | Guillemette Angélique des Réaux                               |  |  |  |  |  |  |  |  |  |  |  |  |  |  |  |  |  |  |
|  |                                                               |  |  |  |  |  |  |  |  |  |  |  |  |  |  |  |  |  |  |
|  |                                                               |  |  |  |  |  |  |  |  |  |  |  |  |  |  |  |  |  |  |
|  | Pierre de Marolles (seigneur de Chardonnel et d'Ortillon)     |  |  |  |  |  |  |  |  |  |  |  |  |  |  |  |  |  |  |
|  |                                                               |  |  |  |  |  |  |  |  |  |  |  |  |  |  |  |  |  |  |
|  |                                                               |  |  |  |  |  |  |  |  |  |  |  |  |  |  |  |  |  |  |
|  | Guillemette de Marolles (Dame d’Ortillon)                     |  |  |  |  |  |  |  |  |  |  |  |  |  |  |  |  |  |  |
|  |                                                               |  |  |  |  |  |  |  |  |  |  |  |  |  |  |  |  |  |  |
|  |                                                               |  |  |  |  |  |  |  |  |  |  |  |  |  |  |  |  |  |  |
|  | Guillemette de Bouvot                                         |  |  |  |  |  |  |  |  |  |  |  |  |  |  |  |  |  |  |
|  |                                                               |  |  |  |  |  |  |  |  |  |  |  |  |  |  |  |  |  |  |
|  |                                                               |  |  |  |  |  |  |  |  |  |  |  |  |  |  |  |  |  |  |

## Les princesses-abbesses

### De dame-chanoinesse à princesse-abbesse
Les abbesses étaient élues par la communauté parmi les dames chanoinesses, et recevaient la consécration des seules mains du pape.
Au temporel, le service (servitium) dû au roi par la princesse-abbesse de Remiremont en tant que détentrice d’un fief servant, c’est-à-dire les obligations et surtout les devoirs personnels auxquels un vassal est tenu envers son seigneur, détenteur du fief dominant a été défini par la cour itinérante de Mantoue présidée par l’empereur du Saint-Empire Henri IV le 28 septembre 1070 pour tous les cas où l’empereur ou le roi séjournerait à Metz ou à Toul , . Le même document fait la répartition des revenus issus de l’économie de l’abbaye,.
En avril 1141, l’évêque Burchard de Strasbourg intervient aux côtés de la reine Gertrude de Comburg (en) et d’autres prélats et princes laïcs pour confirmer les biens des sœurs (alors bénédictines) de Remiremont dans le diplôme du roi des Romains Conrad III de Hohenstaufen.
Après les temps hagiographiques pendant lesquels la sainteté de la conduite primait, les abbesses furent toutes issues de la plus haute noblesse de la région et au-delà, et leur parenté fréquentait les cours si elle n'était pas sur les trônes. Ainsi, grâce à l'intervention de son frère, par le diplôme du 30 juillet 1290, à Erfurt, l’empereur Rodolphe reconnaît l’abbesse Félicitée, dite Laure de Remiremont, comme princesse d’Empire, et de grâce particulière lui fait transmettre par son parent consanguin, le chanoine de Verdun, Ancelin de Perroye, les droits régaliens cum cause cognitione, et ordonne aux vassaux et aux manants du monastère d’obéir et de rendre à la susdite abbesse tous les honneurs comme à une princesse de l'Empire et à leur seigneur, et à lui obéir en tout, comme il est juste,.
L'année suivante, un diplôme du même empereur à Francfort confirme le diplôme précédent en ces termes : « Nous Rodolphe Ier de Habsbourg, Roi des Romains, le 25 mai 1291, renouvelons à l’abbaye de femmes de Remiremont (O.B.), après avoir pris connaissance de leurs privilèges et lettres accordées par nos prédécesseurs au trône royal, Frédéric, Conrad et Henri de même que par les ducs de Lorraine, après les avoir fait lire sur le conseil que nous avons sollicité de nos pairs, confirmons en toute connaissance de cause toutes les donations, attributions, franchises et droits qui leur reviennent de plein droit. »

### Une principauté impériale absente aux Diètes d'Empire
Le titre de princesse impériale est essentiellement honorifique. À la lecture des listes de présence aux diètes d'Empire sur le banc des princes, que ce soit des prélats ou des princes laïques, ni l'abbesse en personne, ni aucun plénipotentiaire la représentant n'apparaissent, ni dans la matricule d'Empire, ni dans les registres et les listes d'émargement en fin de Diète pour le XVIe siècle par exemple,,. Ce n'est pas forcément inhabituel car d'autres membres des états impériaux avaient pris l'habitude de ne jamais envoyer de député ou de représentant à la Diète, ou bien ils se faisaient représenter par un autre membre de leur collège de manière systématique. La présence du duc de Lorraine sur le banc des princes laïcs dans le même cercle peut expliquer pourquoi l'implication des abbesses de Remiremont dans les débats de la Diète est très faible, physiquement en tout cas.
Les raisons des absences physiques aux Diètes impériales et les raisons d’une inexistence totale dans les registres impériaux étaient nombreuses, mais on retrouve souvent les mêmes. La première est l’origine incertaine de l'état impérial. On observe dans ce cas la mention « Nota » à côté du nom du prince. Généralement, ces seigneurs sont rayés de la matricule d'Empire. La seconde est l’exemption par un autre état impérial. La troisième est une modification de l’état impérial à la suite d’un héritage, de la vente d’un territoire ou de l’extinction d’une maison noble. Une autre raison encore est l’appartenance à la Confédération suisse. Parfois, les motifs exacts ne sont pas connus, mais il n’est pas exclu que quelques princes et seigneurs aux revenus insuffisants préféraient éviter les frais très élevés d’une participation aux débats de la diète d’Empire: frais de  déplacement et de logis et couverts du seigneur et de ses accompagnateurs, clercs, secrétaires et  gardes).
Pour le chapitre de Remiremont, la seconde et la dernière sont les raisons les plus probables. Une fois que les abbesses ont perdu leurs droits régaliens en totalité, elles partagent pour moitié les revenus de haute, moyenne et basse justice, concession faite par les ducs de Lorraine, avoués du chapitre et vrais souverains régaliens dans la partie méridionale du duché de Lorraine. L'abbaye des chanoinesses de Remiremont semble appartenir à la catégorie des états impériaux exemptés (exemption à ne pas confondre avec l'exemption en droit canonique) qui renoncèrent à leur droit de présence à la diète impériale.
Dans les registres de présence à la diète impériale, parmi les princesses-abbesses de l'Empire, la tradition attribue la primauté et la préséance à l'abbesse d'Essen. L'abbesse de l'abbaye d'Andlau, voisine influente de l'abbaye de Remiremont côté alsacien, apparaît dans les listes de présence des diètes du XVIe siècle par exemple aux côtés des abbayes féminines de Quedlinburg, Herford, Gandersheim, Buchau et Ober-und Niedermünster à Ratisbonne.
Au XVIIe siècle, Catherine de Lorraine ne réussit pas dans son projet de réformer la communauté et de revenir à l'observance de la règle ; elle fut la dernière abbesse à prononcer des vœux.

## Les dames chanoinesses
Les dames chanoinesses ne font plus de vœux religieux depuis le début du Moyen Âge, ainsi qu'on l'a vu plus haut. Cela signifie qu’elles ne sont plus cloîtrées et ont la liberté de circuler et d’habiter dans des hôtels particuliers ; elles conservent leurs patrimoines personnels et ne font pas vœu de pauvreté ; elles conservent la possibilité de se marier puisqu’elles ne prononcent pas non plus de vœux de célibat ou de chasteté.
En tant que chanoinesse, elles doivent accomplir l’office canonial : célébrer l’office divin tous les jours. L’office divin est composé de 8 parties du petit matin à la nuit : des matines, des laudes, de la prime, de la tierce, de la sexte, de la none, des vêpres, des complies.
Les heures les plus importantes sont les matines et laudes et les vêpres. Les autres sont dites petites heures.
Les Vosges comptent trois autres chapitres de dames nobles. Remiremont est le plus prestigieux. Pour hiérarchiser le prestige et la noblesse de ces chapitres on disait : « Les Dames de Remiremont, les Demoiselles d'Épinal, les Chambrières de Poussay et les Lavandières de Bouxières ».
C'est à la fin du XIe siècle qu'avait commencé la sécularisation de l'abbaye et cette sécularisation est complète et définitive au XIIe siècle.
L'abbesse seule prononce des vœux. Les chanoinesses ne prononcent que des vœux temporaires. Elles portent le vêtement séculier. Elles ne portent pas la robe de bure mais « un fastueux costume gris perlé, garni de fourrure blanche, avec sur la tête une gentille mantille blanche. » Elles ont toujours le droit d'opter entre leur privilège et la vie libre et elles sont autorisées à quitter le chapitre pour se marier. Elles n'habitent pas un cloître mais des hôtels particuliers avec à leur service une domesticité nombreuse. Chaque « dame » se choisit une « nièce », qui lui succédera le moment venu.
Le nombre des « dames » chanoinesses ne dépasse pas 72. À la Révolution le chapitre compte 32 « dames » et 21 « nièces ».
La suppression du chapitre de Remiremont est votée le 7 décembre 1790. Quelques voix s'élèvent contre cette suppression : « Mais cette suppression n'offre que des pertes à l'État et à nous; elle ne contribuerait pas au bonheur général, et serait le malheur d'une contrée considérable : elle est donc contraire à la Constitution, qui, pour être sage, ne doit tendre qu'à rendre les citoyens heureux, et à leur conserver 
ce qui aide à leur félicité ».

## Organisation de l'abbaye
L'autorité spirituelle et temporelle de l'abbaye s'étend sur un territoire considérable de 78 paroisses et 74 seigneuries, et comme l'écrit le chanoine Lévêque, il fait bon, très bon « vivre sous la crosse des Dames de Remiremont. »

### Organisation du spirituel
Le gouvernement de l'abbaye est une monarchie. À sa tête l'abbesse qui est élue par vote à bulletin secret et dont l'élection doit être confirmée par une bulle du pape. Les attributs de l'abbesse sont l'anneau au saphir, la crosse d'or et le chaperon fourré d'hermine. L'élection d'une nouvelle abbesse donne lieu à trois jours de festins et de fêtes offerts par la nouvelle abbesse qui offre ainsi son « droit de joyeux avènement ».
Quand une abbesse meurt, Remiremont et les villages des bans qui appartiennent au chapitre prennent le deuil. Le glas sonne à Remiremont pendant trois mois, trois fois par jour et les cloches des villages des bans sonnent au mort pendant quatre semaines.
À sa suite deux hautes dignitaires; la « dame doyenne » qui a entre autres charges celle de choisir les nouvelles chanoinesses et de faire les enquêtes sur les postulantes et la « dame secrète » a qui incombe l'organisation de la sacristie et la décoration de l'église. Viennent à leur suite les deux dames officières principales, « l'aumônière » et la « sonrière » et encore dix dames officières puis les simples « dames » et les « nièces ».

### Organisation du temporel
Pour gérer les biens du temporel, l'abbesse et les dames ont à leur disposition quatre grands officiers qui gèrent leurs biens. Le plus important est le « grand prévôt » qui est le représentant légal du chapitre et administre onze seigneuries et deux doyennés. Vient en second le « grand chancelier » qui a la charge de seize bans. Puis le « petit chancelier » qui gère quatorze petites seigneuries et enfin le « grand sonrier » qui perçoit certaines redevances.
À l'origine ces tâches étaient confiées à des moines puis elles sont confiées à des gentilshommes dont la noblesse doit être prouvée.

« L’abbaye de Remiremont a aussi quatre grands officiers qui font preuve de noblesse comme les dames ; savoir le grand-prevôt, le grand-chancelier, le petit chancelier, & grand-sonrier ; mais ces trois derniers officiers ne sont établis qu’ad honores. »

— Encyclopédie de Diderot et D'Alembert, 1re édition, tome 14, 1752.
Ce n'est que vers la fin du XVIIIe siècle que des bourgeois accèdent à ces charges. Ils sont toutefois pourvus d'une « noblesse de dignité », sorte de « noblesse personnelle »,.

### Moyen Âge: tensions et conflits permanents avec l'avoué
Comme tous les fiefs et micro-états ecclésiastiques du Moyen Âge, l'abbaye de Remiremont n'assure pas sa propre défense sur le plan militaire. Elle recourt à un avoué qui est le plus souvent le duc de Lorraine lui-même, souverain du duché indépendant qui enclave le temporel de l'abbaye jusqu'aux crêtes vosgiennes au sud. Le duc est représenté sur place par les prévôts. Les plaintes des chanoinesses envoyées à l'empereur ou au pape pour faire respecter leurs prérogatives vis-à-vis du duc de Lorraine sont très récurrentes.
Conrad III tenant sa cour itinérante à Metz à l'automne 1142 doit par exemple intervenir dans un différend qui oppose le chapitre et le souverain lorrain « après avoir entendu la plainte de l’abbesse de l’abbaye de Remiremont qu’elle a déposée contre le duc Mathieu de Haute-Lorraine à cause de ses différentes exactions injustes à l’encontre de son abbaye qui portent sur les revenus qui reviennent à l’un ou à l’autre dans les grueries vosgiennes ».
Sont présents à l’audience pour trouver une conciliation le cardinal Dietwin de Saint-Ruffin, l’archevêque Alberon de Trèves, les évêques Étienne de Metz, Henri de Toul et Alberon de Chiny, le duc Frédéric II de Souabe, le duc Conrad Ier de Zähringen, les comtes Renaud Ier de Bar, Hugues de Dabo et Ulrich von Lenzburg, le primicerius Dietrich, les doyens Philippe et  Étienne, les chevaliers Albert de Darney, Pierre de Mazerulles, Hermann de Saint-Hilaire-en-Woëvre, l’avoué Gerhard, Folmar, Walfred, le prévôt Theobald, l’archidiacre Roricus, le chancelier Wigger, le prévôt  Richard, l’avoué Albert.
Les querelles incessantes entre « l’insigne église de Saint-Pierre » et le duché de Lorraine ne concernent pas seulement des problèmes de revenus, bien qu’ils soient très importants à cette époque pour les suzerains et le clergé ; ils portent globalement sur les tensions inévitables qu’engendre le système de l’avouerie dont le duc de Lorraine a la charge. Celui-ci prétexte souvent de sa fonction d’avoué pour rogner petit à petit sur les prérogatives voire le territoire de l’abbaye. C'est le cas avec le duc Mathieu Ier au XIIe siècle. Les problèmes s’enveniment de plus en plus de 1114 à 1147, date à laquelle il est excommunié,,.

#### (1563-1566) défaite dans la guerre des Panonceaux contre le duc de Lorraine

Aigle impérial bicéphale de l'empereur.

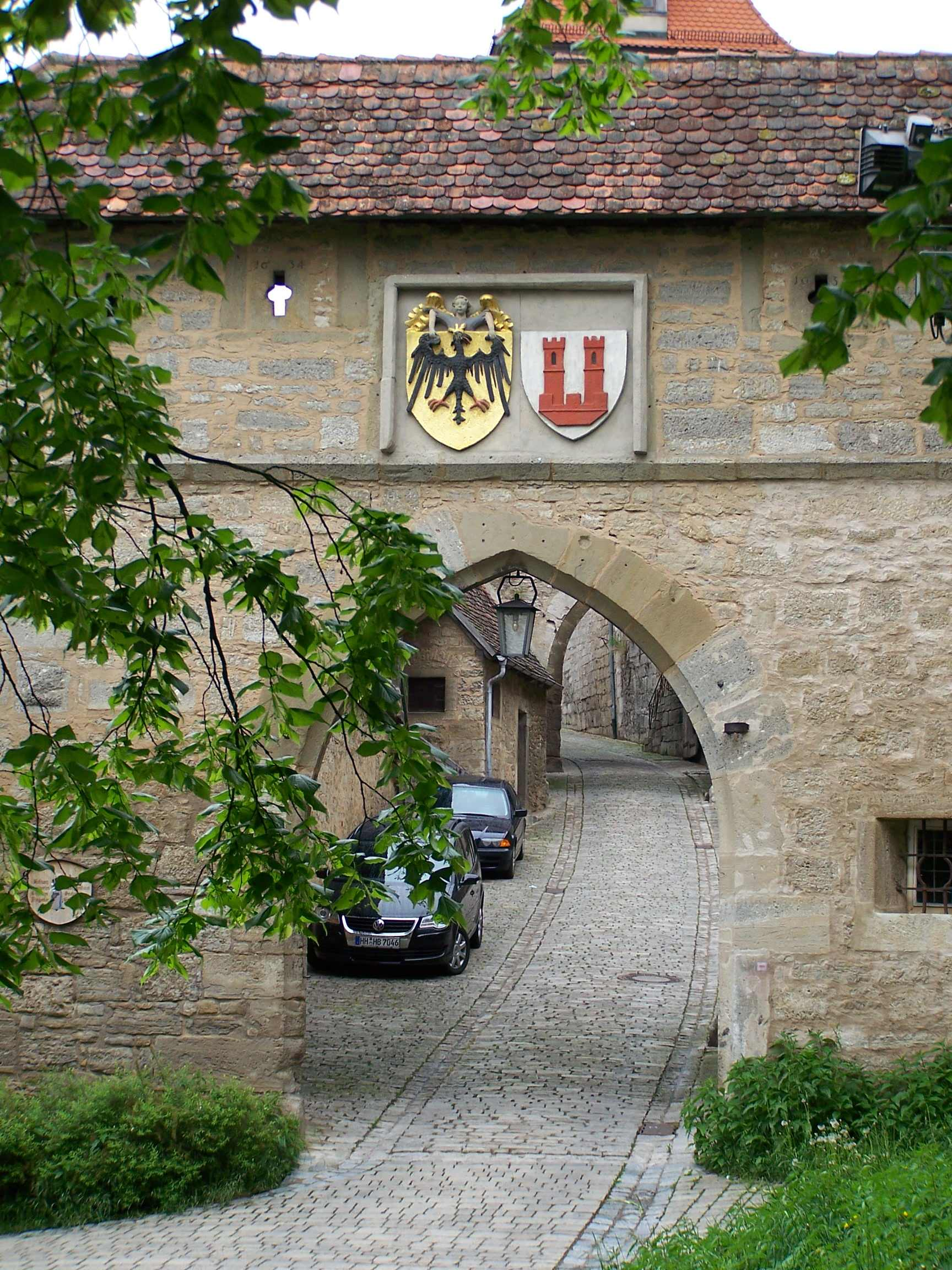
Exemple d'armoiries impériales monocéphales, affichées à l'entrée de Rothenburg ob der Tauber, porte de Kobolzell.

La guerre des Panonceaux en 1566 entre le duc de Lorraine et l'abbesse se termine en faveur du duc ; Charles III impose alors l'autorité de l'État lorrain à l'abbaye de Remiremont et l'abbesse perd de ce fait ses droits régaliens.
L'indivis entre le duché de Lorraine et l'abbaye de Remiremont a engendré sans surprise réelle de nombreuses dissensions entre les deux parties. Le duc de Lorraine, avec sa double fonction de souverain et d'avoué, autorise des acensements sur les terres de paréage, augmentant ainsi ses revenus et son autorité régalienne pendant que l'influence de l'abbesse s'amenuise.
L'abbesse s'est logiquement révoltée contre ces concessions excessives sur ses terres historiques. Malgré l'ordonnance du 11 août 1509 qui dispose que les autorisations d'acensement dans les terres indivises seront décidées conjointement avec le sonrier de l'abbaye, les abbesses restent réticentes. Les ducs de Lorraine procèdent dans un premier temps par « arrentements », c'est-à-dire par des concessions sur les terres dont ils sont les uniques propriétaires. Puis, les souverains ducaux s'affranchissent du consentement des copropriétaires ecclésiastiques, les abbesses, et accordent de plus en plus d'acensements aux tenanciers, notamment sur le « Grand Pâturage » ou Hautes Chaumes et les « répandises » en contrebas, puis insensiblement sur les terres de paréage.
Quand Charles III de Lorraine commence à revendiquer le droit d'imposer des tailles sur les vassaux de l'abbaye sous peine de sanction par le bras séculier en cas de refus, l'abbesse s'insurge contre « les exigences injustes » du duc et manifeste son désaccord publiquement.
En 1563, l'abbesse, Dame Marguerite de Haraucourt, rappelle qu'elle  ne relève que de l'Empire et que le duc, Charles III, est là pour protéger l'abbaye et non la spolier de ses droits. Le duc conteste l'authenticité du diplôme de l'empereur attribué à Henri IV.
Ferdinand Ier ordonne une enquête qui donna raison à l'abbesse : le 5 janvier 1564, il lui accorde des lettres de protection et de sauvegarde ; le 19 avril 1564, un délégué plénipotentiaire de la chambre impériale de Spire vient signifier au duc de Lorraine de plus inquiéter l'abbesse.
Mais, le 24 juin 1564, Charles III engage comme son bien propre à la ville impériale libre  de Munster la totalité du Grand-Pâturage sans en informer l'abbesse. Le duc défend dans le contrat aux Alsaciens de verser les 26 florins d'or qu'ils ont payés jusqu'alors au chapitre de Saint-Pierre chaque année à la Saint-Martin en raison des chaumes. Il s'agit d'une violation manifeste du paréage.
En 1565, on appose sur demande de l'abbesse des  écussons avec l'aigle impérial aux portes de la ville de Remiremont pour rappeler que seul l'empereur y est reconnu pour chef. Le duc de Lorraine charge son bailli des Vosges, Jacques de Ligniville, de réprimer cette provocation en  faisant notamment  disparaître les panonceaux séditieux.
La complexité de l'affaire tient au fait que le duché de Lorraine est théoriquement lui-même dans le Saint-Empire romain germanique tout comme le chapitre de Remiremont, mais depuis 1542, au traité de Nuremberg, il a été déclaré « libre et non incorporable » au sein de l'empire, ce qui revient à une quasi totale indépendance aux yeux des ducs. Le duc a ensuite été affaibli en 1552 par l'annexion de fait des trois villes épiscopales (Metz, Toul, Verdun, dits « Trois-Évêchés ») et de leur temporel respectif par le roi de France Henri II sous le prétexte d'un protectorat bienveillant contre le duché de Lorraine et l'empereur.
Le duc de Lorraine Charles III qui veut prendre davantage de pouvoir souhaite agrandir et unifier certaines de ses  terres morcelées, comme celles de l'abbaye de Remiremont ou de principautés évêchoises qui lui semblent accessibles à une époque où l'influence et le pouvoir des ecclésiastiques s'amenuise notoirement.
Pour ne pas manquer de respect à l'empereur sur ses terres, le bailli, venu avec ses troupes, décroche les panonceaux le 26 mars 1566, tête nue et après  avoir fléchi le genou. Il les enveloppe avec révérence dans un linge blanc et les dépose sur un coussin.
L'abbesse Marguerite de Haraucourt n’obtempère pas et garde sa ligne de conduite malgré un début de fronde de certaines  chanoinesses. De plus, le nouvel empereur du Saint-Empire, Maximilien II, demeure silencieux, occupé par des préoccupations internes du côté hongrois. Le maréchal de Lorraine, Jean IX de Salm, se rend à Remiremont et ne cède en rien devant les menaces de l'abbesse.
Il fait comparaître par force l'abbesse et les autres « rebelles ». L'abbesse est assignée à résidence, donc prisonnière dans sa propre abbaye. Le maréchal se fixe pour but de les rendre  « fort humbles, douces et en bonne dévotion » jusqu'à ce que l'abbesse et les chanoinesses reconnaissent Charles III comme « leur souverain, tant au lieu de Remiremont que lieux circonvoisins ».
Le duc demande qu'on lui montre le diplôme de l'empereur Henri IV, dont il sait qu'il a été égaré. Il est convenu que s'il est retrouvé, il n'en sera jamais fait usage contre le souverain légitime, le duc de Lorraine. L'abbesse  signe, le 13 juillet 1566 sa complète soumission.
Le 29 juillet suivant, dans la « chambre haute » du châtelain de Blâmont, le duc de Lorraine Charles III, assisté de Christine de Danemark, sa mère, entouré de Pierre du Châtelet, évêque de Toul, des maréchaux de Lorraine et de Barrois, des baillis de Nancy, de Vôge et de Saint-Mihiel, du président des Grands jours de cette ville, et de plusieurs seigneurs siègent. Dominique Colart, licencié ès lois, habitant à Lunéville et fondé de procuration spéciale du chapitre, est introduit. S'avançant vers le duc, « hautement et intelligiblement », il lui expose que ses « très humbles et très obéissantes oratrices et sujettes » le supplient « que son bon plaisir soit leur remettre et pardonner leur offense ».
Charles III déclare  pardonner à l'abbesse et aux chanoinesses. Le délégué du chapitre remercie alors « Monseigneur de sa grâce, de sa grande bonté et clémence ».
Le chapitre des dames nobles de Remiremont ressort  profondément humilié de cet épilogue de la guerre des Panonceaux comme toute principauté impériale au renom suprarégional qui perdrait brutalement ses droits et son pouvoir de décision. Il reste certes un partage des revenus et redevances au titre de l'indivision, mais le décideur est clairement la cour ducale de Nancy.

### Neutralité pendant laguerre de Trente Ans
Lors du siège de Remiremont, en juillet 1638, par les Français commandés par Turenne, l'abbesse Catherine de Lorraine, tante du duc, et les chanoinesses entraînent la population de Remiremont derrière elles et en quelques heures les trois brèches ouvertes par les canons français dans les murs de la ville sont réparées.

« Comme les soldats et les bourgeois n'étaient pas en état de garder les murailles et d'exécuter les ouvrages indispensables pour empêcher l'ennemi de pénétrer dans les rues, le commandant lorrain mit les femmes en réquisition ; elles refusèrent de sortir de chez elles ; mais la princesse Catherine, qui se trouvait heureusement dans la ville, accourut, avec les chanoinesses, et donna l'exemple de l'obéissance et du travail. À ce spectacle, chacun, voulut mettre la main à l'œuvre, et le dégât fut promptement réparé. Le 5 juillet, une compagnie de cavalerie lorraine, venant de la Franche-Comté, réussit à se jeter dans Remiremont ; le marquis de Ville y fit entrer cent cinquante hommes d'infanterie, et les Français, rebutés par l'opiniâtre résistance des assiégés, décampèrent, le 8, après avoir perdu plus de 700 hommes : tués, blessés ou prisonniers. »

— Auguste Digot, Histoire de Lorraine, éd. Vagner, 1856
Catherine de Lorraine réussit à imposer une trêve aux belligérants et à leur faire reconnaître l'abbaye comme un État neutre, épargnant à ses « sujets » « les Horreurs de la Guerre ».

## Coutumes
Le lundi de la Pentecôte, les paroisses voisines rendaient hommage au chapitre au cours d'une cérémonie appelée « Kyrioles » et, à l'avènement d'une nouvelle abbesse, les ducs de Lorraine, suzerains immédiats de l'abbaye, devaient venir à Remiremont pour jurer de continuer à lui apporter leur protection.
Le dénombrement des fiefs du chapitre de 1683 inclut les détails suivants pour la paroisse de Saint-Maurice-sur-Moselle :

« Les habitants de Saint-Maurice doivent chacun chaque année le lundi de la Pentecôte envoyer à Remiremont un cheval chargé de deux rochattes de neige qui se doivent recevoir par ledit grand sonrier lequel les présente à la dame abbesse étant en son siège à ladite église. Faute de rendre cette neige dans le ditemps dans le susdit lieu lesdits habitants doivent deux bœufs blancs et quand ils fournissent ladite neige, le sonrier doit à celui qui l’emmène son dîner  de 18 deniers et un petit picotin d’avoine pour son cheval. »

## Les biens du chapitre de l'insigne église de Saint-Pierre en 1683
Le censier sert à « inventorier les différents domaines relevant d’un même seigneur, de fixer pour chacun d’eux sa composition (réserves et tenures) et de préciser les diverses charges qui, en vertu de la coutume du domaine, incombent aux exploitants des tenures. »,. L'existence d'un censier de l’abbaye romarimontaine remonte au Xe siècle et grâce à lui, on sait que le temporel de l’abbaye était divisé en « ministères » (ministeria ou potestates) qui correspondent à des villages principaux dotés d’une « mairie » auxquels étaient rattachés d’autres localités ; certains étaient très éloignés de l’abbaye comme Neufchâteau. Le chapitre de Remiremont possède également des « mairies seigneuriales » et des « bans » parfois très étendus dans la partie montagneuse des Vosges. Parmi ceux-ci, on peut citer par exemple les chefs-lieux de bans qui jouent un rôle de centralités comme Ramonchamp, Vagney ou Longchamp (Rupt-sur-Moselle).
Le même censier permet de savoir que l’abbesse de Saint-Pierre de Remiremont a le droit de battre monnaie à Fénétrange où se trouve une forge monétaire. Comme la charte de Mantoue de 1070 le confirme, elle doit payer une redevance à son suzerain l’empereur du Saint-Empire pour posséder ce droit de monnayage.
Le cas du fief de Fénétrange illustre très clairement les changements de propriétaire au fil des siècles. Le lien reste parfois effectif avec le chapitre romarimontain, mais plus automatiquement en vertu de droits régaliens et plutôt par un partage à moitié ou au quart d'anciens droits ou de redevances quelconques.
En 1136, Brunico de Malberg, seigneur de Malberg et de Faulquemont est désigné comme avoué de Fénétrange au nom de l'abbesse. Cet avoué use alors de son statut de défenseur pour s'approprier de plus en plus de droits ou de territoires en  « Terra de Phylestanges », un peu trop éloignée du centre décisionnaire de Remiremont. En 1222, un acte capitulaire fixe les conditions du transfert de propriété au profit de Merebode de Malberg.
Le temporel de l’abbaye Saint-Pierre de Remiremont est encore très vaste au XVIIe siècle : bien que l’essentiel des terres soit situé à l’est de Remiremont dans la partie méridionale du  massif des Vosges entre la forêt de Faîte à Bruyères et le Ballon d’Alsace, les biens du chapitre se dispersent  du canton de Neufchâteau à celui de Lunéville en Lorraine ; il englobe deux  petites enclaves en Alsace (dans l'actuel Haut-Rhin) et quelques seigneuries dans l'actuelle Haute-Saône, autrefois dans le comté de Bourgogne.
Dans « l’aveu » fait par Dorothée de Salm, princesse-abbesse de l’Insigne église de Saint-Pierre en 1683 pendant la seconde occupation du duché de Lorraine par les troupes du roi de France Louis XIV auquel elle doit rendre foi et hommage en la chambre royale de Metz, les fiefs, biens et propriétés diverses du chapitre de Remiremont sont énumérés dans un dénombrement détaillé.
Les fiefs et biens appartenant à la crosse abbatiale sont répartis en tout ou en partie entre l'autorité de :
- la « mense abbatiale », donc sous l'’autorité directe et entière de l’abbesse ;
- la « grande prévôté » dirigée par le grand prévôt du chapitre ;
- le « grand sonrier » ;
- la « dame sonrière » ;
- la « dame secrète » ;
- le « grand chancelier » ;
- le « petit chancelier » ;
- le « chancelier de l’état » ;
- les « grandes aumônes » ;
- l’hôpital de Remiremont.

Ils prennent des formes très différentes suivant les cas. Pour quelques territoires, l’abbesse est seule propriétaire d’une seigneurie foncière, pour la plupart elle partage pour moitié ou un tiers avec le souverain (le duc de Lorraine ou le roi de France) ou un avoué  les amendes, redevances, confiscations ou bien les émoluments et profits issus de haute, moyenne et basse justice.

### Biens du chapitre de l'insigne église de Saint-Pierre sous l'autorité de la mense abbatiale
L’abbesse peut paraître en personne aux plaids banaux ou être représentée par son sénéchal. Dans tous les cas, elle (ou son représentant)  a la préséance à ces plaids contre le souverain ou son représentant, ou contre l'avoué ou son représentant aussi bien pour la présidence de l’assemblée que pour la création et la réception des serments des maires et de leurs officiers même quand elle partage la haute, moyenne et basse justice avec le duc de Lorraine ou le seigneur local, ou encore l’occupant français au XVIIe siècle. Seule la lecture du dénombrement peut apporter les détails propres à chaque fief à celui qui veut savoir si le chapitre possède la totalité, la moitié, un tiers ou un quart de tel bien produisant des revenus issus d’émoluments ou d’amendes en tous genres. L’aveu de la princesse-abbesse Dorothée de Salm fait apparaître effectivement que, dans la forte majorité des fiefs, l’abbesse a souvent « le seul mandement des plaids banaux, la plume, l’échaque et la destitution et création du maire,  la réception du serment du maire et du forestier » en présence du prévôt du souverain et malgré le fait que l’abbesse et l’officier ducal représentent pour chacun 50 % des droits régaliens.
L’abbesse est dite « dame foncière » ou seule propriétaire des :
1. Ban de Remiremont[44],[45] ;
2. Mairie de Rehaupal[46],[47](prévôté ducale de Bruyères) ;
3. Mairie de Champdray[48],[49] (prévôté ducale de Bruyères) ;
4. Maison franche à Jussarupt[50],[51] (prévôté ducale de Bruyères) ;
5. Ban du Val d'Ajol [52],[53] ;
6. Héritages à Hattstatt (seigneurie en Alsace)[N 22] ;
7. Grange de Longemer[54], finage de Gérardmer[N 23] ;
8. Franche Chambre et mairie de Celles[55],[56],[57] ;
9. Ruisseau Celle entre Meyvillers[58] et l’épi de la racine[59] ;
10. Hameau de la Mouline, une grange de l'abbaye[60] ;
11. Seigneurie Saint-Pierre à Raon-aux-Bois[61],[62] ;
12. Ban d’Adoncourt (canton de Darney)[63] ;
13. Ban de Gorhey[63],[64] (canton de Darney) ;
14. Ban de Gugney-aux-Aulx [65],[66] (canton de Charmes) ;
15. Ban d’Oëlleville[N 24] (canton de Mirecourt)[67] ;
16. Ban de Juvaincourt[N 24] (canton de Mirecourt) [68],[69] ;
17. « Casels Ascencés » à Bains[70] ;
18. La Mouline[56] (Commune de Ramonchamp).

La mense abbatiale est propriétaire pour moitié des fiefs suivants :
1. Cour colongère ou Dinkoff (Dinghof) [71],[72], héritages  et vignes près de Wintzenheim[N 25] (Alsace) ;
2. Fief de Fénétrange [73] (Pays mosellan) ;
3. Fief de Mersuay (comté de Bourgogne) [73] ;
4. Fief de Breurey-lès-Sorans (comté de Bourgogne) [73] ;
5. Fief de Quincey  (comté de Bourgogne) [73] ;
6. Fief d’Amance (comté de Bourgogne) [73] ;
7. Fief de Fougerolles (comté de Bourgogne) [73] ;
8. Ban de Socourt (canton de Charmes) [74] ;
9. Ban de Gripport[74] (canton d’Haroué, Meurthe-et-Moselle) ;
10. Ban de Madonne-et-Lamerey [75] (canton de Dompaire).

### Biens du chapitre de l'insigne église de Saint-Pierre sous l'autorité du grand prévôt
Le grand prévôt est « absolument maître sur les  compersoniers et sur les voués » dans les domaines suivants  où il a haute, moyenne et basse justice : 
1. Doyenné[N 26]  de Bains[76] ;
2. Ban de Bellefontaine [77],[N 27] ;
3. Mairie de Dounoux[78],[79] ;
4. Mairie d’Uriménil [78],[80].

Le grand prévôt possède pour moitié au nom de l'abbaye de Remiremont :
1. Mairie[81] de Gérardmer [78] ;
2. Mairie de Bruyères [78],[82] ;
3. Doyenné[N 28],[83]  de Corcieux[N 29], [78] ;
4. Ban d’Arches[77],[N 30] ,[N 31] ;
5. Ban de Moulin[84] ,[N 32] ;
6. Ban de Ramonchamp [85],[86] ,[N 33] ;
7. Ban de Longchamp[87],[88],[N 34] ;
8. Ban de Vagney [89],[90],[N 35].

### Biens du chapitre de l'insigne église de Saint-Pierre sous l’autorité du grand sonrier
- La totalité des revenus :
  - de la paisson des grueries de Champ-le-Duc et Bruyères ;
  - de la rivière Moselle entre le lieu-dit Caillou de la Proye et Conroux devant Épinal.
- Pour moitié, partagée avec le souverain ou ses avoués ou les seigneurs comparsoniers :
  - seigneurie des usuaires de Vagney [91] ;
  - seigneurie des usuaires de Longchamp[91] ;
  - passage d’Arches[91] ;
  - passage de Bruyères[91] ;
  - passage de Valfroicourt[92] ;
  - la Paisson[N 36] dans la gruerie[N 37] d’Arches [91], de Bruyères et du bois de Mortagne[93] ;
  - la rivière de la Vologne de Jussarupt à la confluence dans la Moselle [91] ;
  - le ruisseau Barbey ;
  - la glandée dans les breuils[N 38] de Dompierre et Dompaire ;
  - les prés de la Chauvegoutte à La Poirie[91].
- Il possède pour un tiers :
  - des amendes, épaves et confiscations de la seigneurie de Vagney, des breuils de Dompierre et Dompaire, de la recette de Dompaire ;
  - des revenus de la gruerie de Ramonchamp[92] ;
  - de la paisson du doyenné de Bains[94].

### Biens du chapitre de l'insigne église de Saint-Pierre sous l’autorité de la dame secrète
Les fiefs qui dépendaient de la dame secrète devaient lui assurer le gîte, à elle et à sa suite. Ce fut par exemple le cas à Barville en 1253.
Elle est dite  « dame seule » à Pont-lès-Remiremont près de Dommartin-lès-Remiremont et dans la seigneurie de Ménil-en-Xaintois  dans le canton de Mirecourt pour les amendes et confiscations issues de la haute, moyenne et basse justice.
Elle partage au trois quarts pour La Rouillie près de Vacheresse dans le canton de Bulgnéville, pour deux tiers des grosses et dimes de Barville par le biais de l’abbaye de l’Étanche, et pour moitié aux villages de Biffontaine et Les Poulières, dans le canton de Bruyères.

### Biens du chapitre de l'insigne église de Saint-Pierre sous l'autorité du grand chancelier
Le grand chancelier et le souverain se partageaient le plus souvent à égalité la haute, moyenne et basse justice, mais il existe des cas multiples suivant le fief concerné pour lesquels les émoluments, les amendes ou autres redevances dues au seigneur ne sont pas perçus de manière uniforme, ni pas forcément pour moitié, mais aussi pour la totalité ou un tiers par exemple.
1. Ban de Girancourt[102],[103]
2. Ban de Harol[104],[105]
3. Ban de Valfroicourt[106]
4. Ban de Vittel[107]
5. Ban de Bazoilles[107],[108]
6. Ban de Chauffecourt[107],[109]
7. Ban de Crevic[107]
8. Ban de Remoncourt[110]
9. Ban de Ahéville[111],[112]
10. Ban de Tantimont[111]
11. Ban d’Avillers[113],[114]
12. Ban de Vaudicourt[115],[N 39]
13. Ban de Hagécourt[116],[117]

### Biens du chapitre de l'insigne église de Saint-Pierre sous l'autorité du petit chancelier
Le petit chancelier et le souverain se partageaient le plus souvent à égalité la haute, moyenne et basse justice, mais il existe des cas multiples suivant le fief concerné pour lesquels il n’est pas nécessaire d’entrer dans les détails. Les émoluments, les amendes ou la taille ne sont pas perçus de manière uniforme, ni pas forcément pour moitié, mais aussi pour la totalité ou un tiers par exemple.
1. Ban de Derbamont[118],[119]
2. Ban de Bouxières-aux-Bois[120],[N 40],[121]
3. Ban de Hennecourt[122],[123]
4. Ban de Bocquegney[124],[125]
5. Ban d’Uxegney[126]
6. Ban d’Escles[126],[127]
7. Ban des Vallois[128],[129] (canton de Darney)
8. Ban de Gemmelaincourt[130],[131]
9. Ban de Totainville[130]
10. Ban de Vrécourt et Saint-Prancher[130]
11. Ban d’Essegney[N 41],[132]
12. Ban d’Attignéville[133],[134]
13. Ban de Diarville[135]
14. Ban de Saint-Firmin[135],[N 42]
15. Ban de Parey-Saint-Césaire[136]

### Biens du chapitre de l'insigne église de Saint-Pierre sous d'autres autorités
- La chancellerie d'état est propriétaire en tant que « compersonnier » avec d’autres officiers du chapitre ou des avoués du souverain[137] :
  - ban de Madonne-et-Lamerey[138] ;
  - ban de Gripport et Socourt[139] ;
  - ban de Oëlleville ;
  - ban de Juvaincourt.
- L’hôpital de Remiremont est pour moitié seigneur foncier[137]  avec 50 % des amendes  de :
  - Gugney-aux-Aulx[66] ;
  - Florémont[140] ;
  - Rancourt[141] ;
  - Regney[142].
- Les grandes aumônes reçoivent les redevances, les droits et deniers de cens de[137] :
  - Hanneville ;
  - Tantimont[143] ;
  - Raon-aux-Bois[62] ;
  - Crevic ;
  - Seigneurie à Cheniménil (droit et rentes) ;
  - Maison seigneuriale à Plombières-les-Bains (un bain nommé « Bain la rein » avec ses dépendances et moulins) ;
  - Maison seigneuriale à Derbamont[144] ;
  - Moulins banaux du Thillot[145] et la pêche de la vanne pour un tiers ;
  - Mairie de Destord, partie  haute rue[146], appartient en totalité aux grandes aumônes pour les redevances de haute, moyenne et basse justice et pour moitié pour la paisson dans le Bois de la Serora ;
  - Bois de la seigneurie de Renauvoid ;
  - Moulin banal de Bayecourt.

## Liste des abbesses de Remiremont

### Avant leXesiècle
Les premières abbesses au VIIe siècle furent sainte Mactefelde († 622), puis Sigeberge († v. 652) connue comme sainte Cécile, sainte Gerbétrude († v. 673) ou Gertrude, sainte Perpetue.
Leur ont succédé notamment :

820/823-862/865 : Theuthilde
Noble apparentée au sénéchal Adalhard, nommée abbesse vers 820/823, sans doute à l'instigation du souverain, elle mourut un 26 octobre entre 862 et 865.

### XIesiècle
1040 - : Berscinda d'Alsace ou de Lorraine : Berscinda, abbesse vers 1040, fille du comte de Metz, Gérard II d'Alsace et nièce d'Adalbert II comte de Metz, elle est la première abbesse connue de sa famille.
1040- : Ide d'Alsace
Elle est abbesse en 1040. Elle est la fille d'Adalbert II comte de Metz et comte d'Alsace et de son épouse Judith, son frère est Gérard II d'Alsace, comte de Metz. Cousine germaine de la précédente, elle est la grand-tante de Gisèle d'Alsace.
Gisèle d'Alsace
Elle est la plus jeune fille de Gérard d'Alsace comte de Metz, fondateur de la maison de Lorraine, fidèle des empereurs Henri III et Henri IV et protecteur de l'abbaye de Remiremont. C'est de Henri IV que l'abbesse Gisèle de Lorraine obtient le 28 septembre 1070 l'indépendance politique de l'abbaye. Dans ce but, Gisèle alla rencontrer l'empereur à Mantoue. La charte signée par l'empereur dispose que Remiremont est sous sa protection et que l'abbesse relève de sa seule autorité. Remiremont devient donc un fief mouvant de l'Empire, indépendant des États lorrains. Si cette charte ne mentionne  pas directement le droit de l'abbaye à battre monnaie, on y trouve la phrase suivante :
Monettarii di burgo Romariensi debent VII libras piperis… soit « Les monnayeurs de Remiremont devront sept livres de poivre. »
L'abbaye émettra des petits deniers jusqu'au XIIIe siècle.
Le 24 avril 1088, quelques semaines après son élection, Eudes de Chatillon devenu pape sous le nom d'Urbain II accorde à l'abbaye son indépendance spirituelle. Les sœurs bénédictines sont remplacées par un chapitre de 98 chanoinesses.

### XIIesiècle
1110-1150 : Judith de Vaudémont
Abbesse vers 1110, nièce de l'abbesse Gisèle, elle est la fille de Gérard Ier de Vaudémont et la petite nièce du pape Léon IX. Judith sera aussi abbesse de Saint-Pierre de Metz. Elle eut à lutter contre les prétentions du duc Simon et de celles de son fils le duc Mathieu.
1150- : Euphronie de Lorraine
Euphronie parfois nommée Fronica est abbesse vers 1150. :Elle est la fille Thierry II le Vaillant duc de Lunéville.

### XIIIesiècle
?-1211 : Clémence
L'abbatiale est détruite par deux incendies en 1057 et 1145, c'est l'abbesse Clémence (v. 1189-1211) qui réunit les fonds pour la reconstruire.
1211-1242 : Agathe de Lorraine
Abbesse morte en 1242, elle est la fille du duc Ferry Ier de Lorraine et de Ludmilla Piast duchesse de Grande-Pologne.
1242-1280 : Agnès de Salm
Elle est élue abbesse de Remiremont en 1242, à la mort de sa tante Agathe de Lorraine. Elle a de nombreux démêlés avec Ferry III de Lorraine qui endommage les terres de l'abbaye et enrôle pour la guerre des habitants dépendant du chapitre. Agnès demande l'aide du pape Clément IV qui lui donne raison et excommunie Ferry en 1267. Elle meurt le 15 janvier 1280. Son testament et sa pierre tombale (retrouvée en 1752 lors de la démolition d'une chapelle de l'église abbatiale de Remiremont) sont conservés.
1287-1294 : Félicité dite Laure de Dombasle

### XIVesiècle
1307-1349 : Clémence d'Oyselet
La succession de l'abbesse Agnès est délicate. Deux clans se forment à l'abbaye, le clan des Lorraines et celui des Franc-Comtoises. Les Franc-Comtoises plus nombreuses élisent pour abbesse Clémence en juillet 1307. La reconstruction de l'abbatiale continue, l'abbesse se fait représenter sur le portail nord entre le pape et l'empereur pour rappeler les privilèges spirituels et temporels de l'abbaye.
1349-1404 : Aliénor de Chalon
Elle est élue abbesse en 1349 « avant Pâques qui était en 1350 suivant notre manière de compter ».

### XVesiècle
1404- : Jeanne d'Aigremont
Elle est élue abbesse en mai 1404 et administre l'abbaye avec habileté. Lors du grand schisme, elle prend position en faveur de la papauté d'Avignon.
1412- : Henriette d'Amoncourt
Catherine de Blâmon revêt la dignité d'abbesse à la mort de Jeanne d'Aigremont mais le 18 juin 1412 le pape Grégoire XII la destitue au profit d'Henriette d'Amoncourtt.
Marguerite de Salvaine
Isabelle de Demengeville
Henriette de Vienne
Jeanne de Chauviré
1453-1474 : Alix de Parroye
1474-1502 : Jeanne d'Anglure
Catherine de Neuchâtel est élue abbesse le 28 janvier 1474, elle n'a pas 18 ans, c'est une irrégularité canonique, le pape revient sur sa nomination et Jeanne d'Anglure est nommée abbesse. Elle est abbesse jusqu'en 1502.

### XVIesiècle
1502-1508 : Agnès de Dommartin
Élue abbesse en 1502, morte en 1508.
1509-1521 : Alix de Choiseul
Fille de Guillaume de Choiseul et de Jeanne du Chatelet. Elle est abbesse de 1509 à 1521. Sa succession est compliquée. Alix avait désigné pour lui succéder sa nièce Madeleine de Choiseul. Mais les Dames n'acceptèrent pas cette désignation.
1521-1523 : Nicole de Dommartin
Nicole est la sœur de l'abbesse Agnès de Dommartin. Elle est mise à la tête de l'abbaye par les Dames en 1521, et la dirige jusqu'en 1523. Elle désigne pour lui succéder Marguerite d'Haraucourt.
1523-1547 : Marguerite de Neuchâtel
Marguerite doit son titre d'abbesse au fait qu'Alix de Choiseul l'avait portée en second sur sa liste de résignation. Le pape confirme cette élection en 1523. Elle est abbesse jusqu'en 1547.
1547-1549 : Madeleine de Choiseul
Elle meurt le 30 décembre 1549.
1549-1570 : Marguerite d'Haraucourt
1570-1580 : Renée de Dinteville
L'abbesse Renée, élue en 1570 et morte en 1580, doit faire valoir les droits de l'abbaye à ne relever que de l'autorité temporelle de l'empereur Ferdinand Ier que contestait Charles III de Lorraine.
1580-1602 : Barbe de Salm
Barbe est la fille du comte Jean VIII de Salm. Elle est élue abbesse en 1580 à la mort de l'abbesse Renée. C'est sous son abbatiat que la mention « appartenance à l'ordre de saint Benoît » disparaît des documents. Par ses sages directives, elle protège la ville de l'épidémie de peste de 1588. Elle meurt à Remiremont le 31 mai 1602.

### XVIIesiècle
1602-1611 : Élisabeth de Salm
1611-1648 : Catherine de Lorraine
Fille du duc Charles III le Grand, elle tente en vain de réformer le monastère et fonde les « Dames du Saint-Sacrement ». Elle défend avec succès ses terres et leur population pendant la guerre de Trente Ans et parvient à faire accepter et respecter par le roi de France et le duc de Lorraine la neutralité des villes vosgiennes. Anne-Marie de Lorraine (1624-1652) fut sa coadjutrice, avant de faire sa profession à l'abbaye de Montmartre, puis de devenir abbesse de l'abbaye du Pont-aux-Dames en 1651.
1648-1655 : Élisabeth-Marguerite d'Orléans
Fille de Marguerite de Lorraine qui fut coadjutrice de l'abbaye en 1618, et de Gaston de France, duc Orléans, frère de Louis XIII, elle est abbesse à la mort de sa grand-tante l'abbesse Catherine en 1648 à l'âge de deux ans et jusqu'en 1655. Elle épouse en 1667 Louis Joseph de Lorraine, duc de Guise.
1655-1661 : Anne-Marie-Thérèse de Lorraine
Fille de Nicolas-François de Lorraine et de Claude-Françoise de Lorraine. Elle vécut avec ses parents en exil et mourut à l'âge de 13 ans.
1661-1702 : Dorothée-Marie de Salm

### XVIIIesiècle
1702-1711 : Élisabeth-Charlotte de Lorraine
Fille de Léopold Ier de Lorraine et d'Élisabeth-Charlotte d'Orléans, elle est imposée par son père soucieux d'affirmer son indépendance et d'affermir son pouvoir, ce qui l'oppose au pape; La jeune abbesse meurt de la variole à l'âge de 9 ans. Sa sœur cadette Gabrielle, élue pour lui succéder, meurt quelques jours plus tard.
1711-1738 : Béatrice-Hyéronyme de Lorraine
Fille de François-Marie de Lorraine-Elbeuf (1624-1694), prince de Lillebonne, cousin germain de Louis XIV par sa mère, et d'Anne de Lorraine, fille de Charles IV de Lorraine et de Béatrix de Cusance, princesse de Cantecroix, sa seconde épouse. Elle est élue abbesse en 1711. Saint-Simon écrit d'elle qu'elle avait trouvé « un état noble et honnête pour une vieille fille, une sorte de maison de campagne avec quarante mille livres de rentes ».
1738-1773 : Anne-Charlotte de Lorraine
Elle est la quatorzième enfant du duc Léopold Ier de Lorraine et la sœur de l'abbesse Elisabeth-Charlotte qui mourut avant sa naissance. Elle est élue abbesse le 10 mai 1738. Sous son abbatiat le chapitre a retrouvé sa sérénité. Elle fait construire un hôpital et une école pour les filles. La Lorraine et le Barrois étant passés sous influence française, elle séjourne auprès de sa mère à Commercy puis à Vienne auprès de son frère élu empereur. Nommée abbesse à Mons par sa belle-sœur l'impératrice Marie-Thérèse, elle vécut avec son second frère gouverneur des Pays-Bas autrichien à Bruxelles. Lors d'un déplacement en Autriche, elle croise le cortège de sa nièce Marie-Antoinette d'Autriche qui s'en va épouser le futur Louis XVI de France.
1773-1782 : Marie-Christine de Saxe
Sœur de la Dauphine Marie-Josèphe, elle est la tante du futur Louis XVI de France, princesse allemande mais apparentée à la maison royale de France. D'abord coadjutrice de l'abbaye, elle en est élue abbesse, à l'unanimité, en novembre 1773 après la mort d'Anne-Charlotte de Lorraine. Elle vient à Remiremont au moins une fois l'an. La ville de Remiremont lui doit un réseau d'égout, le classement des archives du chapitre et la mise en chantier de la reconstruction de l'église capitulaire. Elle meurt le 17 novembre 1782 ; son corps est ramené d'Alsace à Remiremont où elle est inhumée grandiosement dans l'église des Dames, les 15 et 16 décembre.
1782 - 1786 : Anne-Charlotte de Lorraine
Elle est la fille de Louis-Charles de Lorraine et de Louise Julie Constance de Rohan.
1786 - 1790 : Louise-Adélaïde de Bourbon-Condé
La dernière abbesse sous l'Ancien Régime est la princesse Louise-Adélaïde de Bourbon-Condé, fille de Louis Joseph de Bourbon, prince de Condé. Élue en  1786, elle émigre en 1790 avec sa famille. À la Restauration, elle est nommée prieure du monastère du Temple. Elle meurt en 1824.

## Chanoinesse renommée
- Charlotte Eustache Sophie de Fuligny-Damas, qui devint une peintre célèbre

## Sources
- Othenin d'Haussonville, Histoire de la réunion de la Lorraine à la France, Paris, Michel Lévy Frères Éditeurs, 1854 (lire en ligne)
- A. Guinot, Étude historique sur l'abbaye de Remiremont, Paris, Charles Douniol Libraire-Éditeur, 1859 (lire en ligne)
- Journal des économistes, Cause du paupérisme pour les femmes, ancienne France, Julie-Victoire Daubié éd. par Presses universitaires de France, 1864
- Jean Jacques Bammert, prix Erckmann-Chatrian, Les Nobles Dames de Remiremont, 620-1791, L’histoire du Chapitre des Nobles Dames de Remiremont, Remiremont, Imprimerie Lalloz-Perrin, Remiremont, 4e trimestre 1971Publication en 20 brochures, chacune contenant un chapitre : * Chapitre 1 : Les Temps Premiers, * Chapitre 2 : Le Monastère sur la montagne, * Chapitre 3 : Les Translations dans la Vallée, * Chapitre 4 : Une Royauté Féminine, * Chapitre 5 : Madame l’Abbesse Princesse d’Empire, * Chapitre 6 : Les Hauts Dignitaires, * Chapitre 7 : Les Dames Officères, * Chapitre 8 : Les Dames Chanoinesses, * Chapitre 9 : La Vie des Chanoinesses, * Chapitre 10 : Petites Histoires d’une Noble Abbaye, * Chapitre 11 : L’Administration Temporelle, * Chapitre 12 : Le Palais Abbatial, * Chapitre 13 : Le Serment de la Franche Pierre, * Chapitre 14 : L’Église Abbatiale Saint Pierre, * Chapitre 15 : Les kyriolés, * Chapitre 16 : Malheurs, Guerres et Catastrophes, * Chapitre 17 : L’Organisation Judiciaire, * Chapitre 18 : La Contestation et la Discorde, * Chapitre 19 : Les Institutions Municipales, * Chapitre 20 : La Fin
- Remiremont, l'abbaye et la ville, actes des journées d'études vosgiennes, Nancy, 1980
- Histoire de Remiremont, Abel Mathieu, éd. Sapin d'or, 1984
- Les Vosges dans l'Histoire, Gérald Guéry, éd. Ad'gis, 2003

- (en) Cet article est partiellement ou en totalité issu de l’article de Wikipédia en anglais intitulé « Remiremont Abbey » (voir la liste des auteurs).
- Dans son film documentaire intitulé L’abbesse, une femme qui  lutte pour le pouvoir[156], la deuxième chaîne publique allemande ZDF utilise en effet comme exemples d’abbesses influentes dans toute l'Europe celles de Quedlinbourg, Gandersheim et  Essen en Allemagne, l’abbesse du couvent royal de Las Huelgas en Espagne et pour la France les abbayes de Fontevraud et de Remiremont.